# Willian José
Willian José da Silva (nascut el 23 de novembre de 1991), conegut simplement com a Willian José, és un futbolista professional brasiler que juga com a davanter a l'Esporte Clube Bahia.

## Carrera de club

### Grêmio Barueri
Nascut a Porto Calvo, Alagoas, Willian José va començar la seva carrera a l'equip juvenil local de CRB, abans d'unir-se al Grêmio Barueri el 2008, als 17 anys. L'1 d'agost de 2009 va debutar amb el primer equip, i a la Sèrie A, i va entrar com a substitut en una derrota per 2-1 contra el Botafogo.
Willian José va marcar el seu primer gol com a professional el 17 de gener de l'any següent, marcant el gol del seu equip només en un empat 1-1 a Sertãozinho pel campionat Paulista. Va marcar sis gols més durant la campanya, que va acabar en descens.

### São Paulo
El 13 de gener de 2011, Willian José es va incorporar al São Paulo. Va ser utilitzat principalment com a substitut de Luís Fabiano i Dagoberto en el seu primer any, i tot i que aquest últim va marxar a l'Internacional el 2012, encara era la tercera opció darrere del nou fitxatge Osvaldo.

### Grêmio i Santos
El 13 de desembre de 2012, Willian José es va traslladar al Grêmio, però hi jugava poc, i va signar amb el Santos FC el maig de l'any següent. Va participar en 28 partits durant la seva única temporada a Peixe, marcant cinc gols.

### Reial Madrid
El 8 de gener de 2014 Willian José es va traslladar a l'estranger, signant un contracte de sis mesos amb el Reial Madrid, sent destinat al filial de Segona Divisió. Després d'aconseguir un hat-trick en una victòria per 3-2 contra el Recreativo de Huelva, va ser convocat amb el primer equip i va ser a la banqueta dels partits contra la Reial Societat i la UD Almeria.
Willian José va debutar a la Lliga l'11 de maig, substituint el seu compatriota Casemiro en una derrota per 2-0 contra el Celta de Vigo. El juny, però, va ser alliberat.

### Saragossa

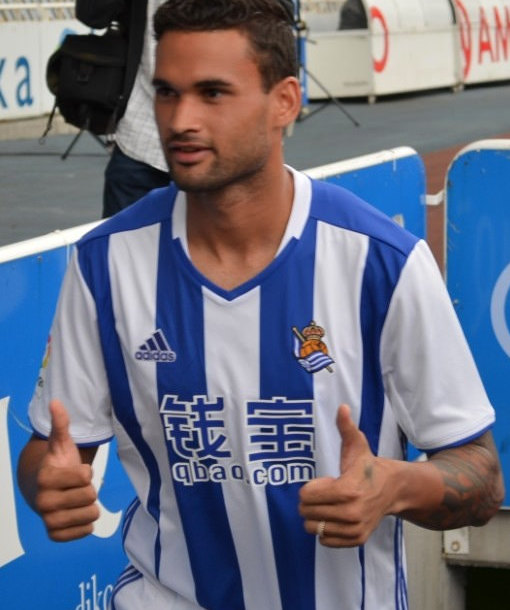
Willian José amb la Reial Societat el 2016

Willian José va signar un contracte d'un any amb el Real Saragossa al segon nivell el 29 d'agost de 2014. Va debutar amb el club el 7 de setembre, substituint David Muñoz en una derrota per 4-1 contra el FC Barcelona B.
Willian José va marcar el seu primer gol amb el club el 12 d'octubre de 2014, en un empat 3-3 fora de casa contra el CD Lugo. També va marcar doblets contra la UD Las Palmas (derrota a domicili per 3–5) i el Girona FC (victòria a domicili per 4–1), acabant la campanya amb deu gols, i el seu equip no va assolir l'ascens als play-off.

### Las Palmas
El 30 de juliol de 2015, Willian José va signar un contracte d'un any amb la UD Las Palmas, que tot just acabava d'ascendir a primera. El seu primer gol a la categoria es va produir el 12 de desembre, en una victòria a casa davant el Reial Betis.
El 25 de gener de 2016, Willian José va marcar un doblet en una derrota per 3-2 contra el Levante UD. El 20 de febrer, va aconseguir l'empat a la primera part contra el líder de la lliga, el FC Barcelona, però finalment els locals varen perdre per 2-1. També va marcar l'empat contra l'antic club Reial Madrid el 13 de març, però els amfitrions van tornar a perdre per 2-1.

### Reial Societat
El 31 de juliol de 2016, Willian José va signar un contracte de cinc anys amb l'equip de la primera divisió Reial Societat. El 21 de setembre, va marcar un doblet en un gol 4-1 a casa del seu antic club Las Palmas.

#### Cessió al Wolverhampton Wanderers
El 23 de gener de 2021, Willian José va fitxar pel club de la Premier League Wolverhampton Wanderers FC per la resta de la temporada 2020-21, amb l'opció de fer que l'acord fos permanent a la seva conclusió. José va fer la seva primera aparició amb els Wolves com a suplent a la segona part en un empat 0-0 amb el Chelsea a Stamford Bridge el 27 de gener de 2021, i va evitar de cap un gol d'un xut de Kai Havertz del Chelsea a l'últim minut del temps afegit.
Willian José va tenir la seva primera titularitat amb els Wolves en el seu següent partit fora contra el Crystal Palace a la Premier League el 30 de gener de 2021. Va debutar a Molineux en un partit de la Premier League contra l'Arsenal el 2 de febrer, que els Wolves van guanyar per 2-1, assegurant-se així que els Wolves fessin el doblet de victòries en lliga davant l'Arsenal la 2020-21 per primera vegada des de la temporada 1978-79. José ha provocar el penal que va transformar Rúben Neves per al primer dels dos gols dels Wolves.
El 9 d'abril, Willian José va marcar el que hauria estat el seu primer gol per als Wolves, en una victòria per 1-0 fora de casa contra el Fulham, si l'àrbitre assistent de vídeo no l'hagués rebutjat de manera controvertida, després que una centrada de Nélson Semedo a Daniel Podence es declarés fora de joc. El 17 d'abril, va marcar el seu primer gol dels Wolves en una victòria per 1-0 a la lliga a casa sobre el Sheffield United, segellant el descens dels Blades a l'EFL.

#### Cessió al Reial Betis
El 26 d'agost de 2021, Willian José va fitxar pel Reial Betis, amb un contracte de cessió durant tota la temporada.

## Carrera internacional
El 2011, Willian José va ser membre de les seleccions guanyadores de la Copa del Món Sub-20 de la FIFA i del Campionat Juvenil d'Amèrica del Sud amb el Brasil, marcant dos gols en el primer i tres en el segon.
El 12 de març de 2018 va rebre la seva primera convocatòria per a l'equip sènior per a dos amistosos contra Rússia i Alemanya, però no va jugar-ne cap.

## Palmarès
São Paulo
- Copa Sudamericana: 2012

Reial Madrid
- Copa del Rei: 2013–14

Reial Societat
- Copa del Rei: 2019–20[11]

Reial Betis
- Copa del Rei: 2021–22[12]

Brasil Sub-20
- Copa del Món Sub-20 de la FIFA: 2011
- Campionat Sud-americà Juvenil: 2011